# Штиль-1

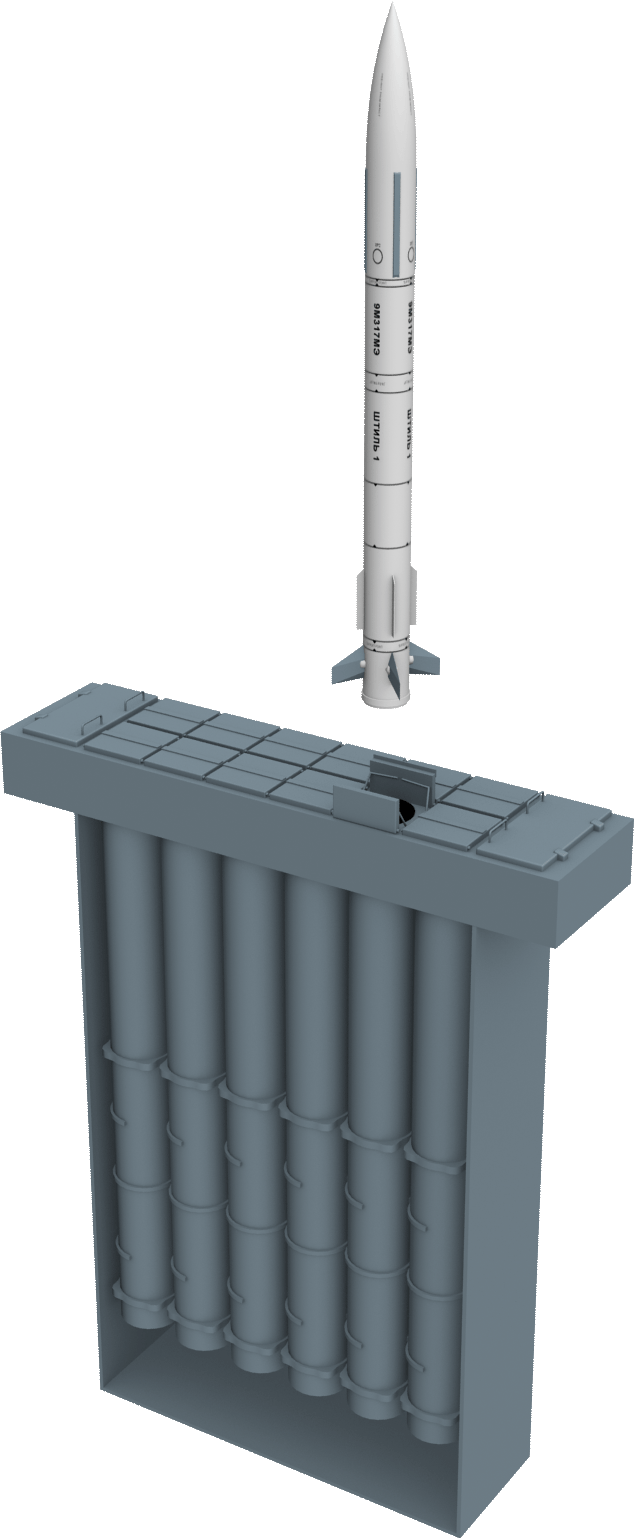
ЗРК 3С90М / экспортный вариант - «Штиль-1»

ЗРК 3К90М (экспортный вариант называется «Штиль-1») — многоканальный зенитный ракетный комплекс корабельного базирования с вертикальным стартом. Предназначен для осуществления круговой обороны корабля от всех средств воздушного нападения, в том числе для отражения массированных ракетных и авиационных атак; а также для нанесения ударов по наземным и надводным целям.
Предполагается, что «Штиль-1» заменит комплексы «Ураган», «Ёж» и их экспортные варианты под названием «Штиль», и также будет поставляться на экспорт.
Впервые комплекс был представлен на салоне EURONAVAL-2004. Разработан Морским НИИ радиоэлектроники «Альтаир».

Название ЗР Комплекса для ВМФ РФ — 3К90М, название производителя на экспорт — Штиль-1, Департамент обороны США называет этот комплекс Gollum, кодовые обозначения НАТО SA-N-7C. Корабельный вариант комплекса Бук-М3, с морским вариантом ракеты 9М317М в транспортно-пусковом контейнере МС-487, установка вертикального пуска 3С90М, для ВМФ России.

В прошлом также появлялось название «Торнадо» или «Ураган-Торнадо'» (по Jane's — ЗРК «Смерч» — синонимы) пересекается с названием одноимённой перспективной реактивной системы залпового огня, впрочем как и РСЗО «Ураган» и ЗРК «Ураган».

## Комплекс
Корабельный ракетный комплекс Индекс УРАВ ВМФ 3К90М представляет собой совокупность пусковых установок с ракетами, системы управления огнём и трёхкоординатной РЛС корабля. В состав каждого комплекса входит от 1 до 3 боевых модулей (от 12 до 36 ракет).
Модульная пусковая установка состоит из 12 транспортно-пусковых контейнеров МС-487 с готовыми к пуску ракетами, блока электронной и блока гидравлической аппаратуры. На корабле может быть расположено большое количество боевых модулей. При замене комплекса «Ураган» на эсминцах проекта 956 в его ракетный погреб устанавливается 3 модуля с общим боезапасом в 36 ракет.
Комплекс не имеет собственной РЛС, информацию о цели он получает от трёхкоординатной РЛС корабля. Система управления огнём включает в себя радиопередатчики подсветки целей, вычислительный комплекс, оптико-электронные визиры, систему управления и отображения информации. Система управления огнём смонтирована в надстройках корабля и позволяет вести огонь в любых азимутальных направлениях.
«Штиль-1» использует ракету 9М317МЭ, являющуюся модификацией ракеты 9М317 ЗРК «Бук».
Пуск ракет осуществляется катапультным способом — пороховая катапульта выбрасывает ракету на 10 метров над палубой, где она осуществляет доворот на цель, после чего включаются маршевые двигатели. Это позволяет обеспечить круговую защиту корабля (сектор обстрела в 360°), а также скорострельность 30 пусков в минуту, так как сразу после ухода первой ракеты может стартовать вторая.
Расположение ракет в вертикальной ПУ позволяет увеличить скорострельность в 6 раз по сравнению с ЗРК «Ураган»/«Штиль» старого образца (каждые 2 секунды вместо 12).

## Состав
- Корабельная многоканальная система управления огнём КМСУО 3Р91Э1
- Система внутридивизионных записей ВДЗ «АЗОВ»
- Комплект устройств памяти УП-3М91Э1.1
- Модульная пусковая установка ПУ 3С90Э.1
- Аппаратура стартовой автоматики АСА 3О90Э1.1
- Комплект ЗУР
- Комплекс базовых средств технического обслуживания (КБСТО)
- Средства технического обслуживания (СТО)

## ТТХ
| Тактико-технические характеристики ЗРК «Штиль-1» | Тактико-технические характеристики ЗРК «Штиль-1» |
| ------------------------------------------------ | ------------------------------------------------ |
| время реакции из походного состояния             | 5 — 10 с                                         |
| Количество одновременно обстреливаемых целей     | 2 — 12                                           |
| скорострельность                                 | каждые 2 с                                       |
| боезапас                                         | 12 / 24 / 36 ракеты                              |
| Зона поражения                                   |                                                  |
| по дальности                                     | 2,5 — 50 км                                      |
| по высоте                                        | 5 — 15 000 м                                     |
| по азимуту                                       | 360°                                             |
| по углу места                                    | 0 — 90°                                          |

## Носители
- Фрегаты проекта 11356

## Боевое применение
- По сообщениям Министерства обороны Российской Федерации от 12 апреля 2022 года, фрегатом Адмирал Эссен у западного побережья Крымского полуострова был обнаружен и уничтожен зенитным ракетным комплексом 3К90М беспилотный летательный аппарат типа Bayraktar TB2.[6]